# Яковлев, Павел Никанорович
Па́вел Никано́рович Я́ковлев (1898—1957) — советский селекционер плодовых и ягодных растений, доктор сельскохозяйственных наук (1941), профессор (1945), академик ВАСХНИЛ (1948). Ученик и ближайший последователь И. В. Мичурина.

## Биография
Родился 28 июня (10 июля) 1898 года в городе Козлове Тамбовской губернии (ныне — Мичуринск).
В 1920 году окончил Чакинское сельскохозяйственное училище. В этом же году П. Н. Яковлев поступил на работу в Козловское земельное управление заведующим садово-огородным отделом.
В 1924—1934 годах работал в Мичуринске, в Опытно-помологическом питомнике имени И. В. Мичурина. В 1926 году стал заведующим основным отделением этого питомника. В 1941 году П. Н. Яковлеву без защиты диссертации была присвоена докторская степень, а в 1945 году — звание профессора и действительного члена академии ВАСХНИЛ. В 1935—1957 годах — научный сотрудник, заместитель директора Центральной генетической лаборатории имени И. В. Мичурина. Одновременно — профессор Плодоовощного института и заведующий кафедрой селекции и семеноводства этого института.
Член ВКП(б) с 1942 года.
Умер 9 сентября 1957 года.

## Научная работа
Сорта груши: Осенняя Яковлева, Любимица Яковлева, Северянка выделены в стандартный сортимент областей Центральной Чернозёмной зоны.

### Выступление на августовской сессии ВАСХНИЛ, 1948
2 августа 1948 года академик П. Н. Яковлев выступил на сессии ВАСХНИЛ, где поддержал точку зрения И. В. Мичурина и Т. Д. Лысенко по вопросу об осуществимости вегетативной гибридизации растений.

### Сочинения
Опубликовано свыше 100 научных трудов, включая несколько книг.
- Ещё одна победа мичуринской теории // Яровизация. — 1937. — № 6(15), нояб.-дек. — С. 15-22.
- Влияние внешних условий среды на изменение архитектоники гибридных растений // Бюл. / Плодоовощной ин-т им. И. В. Мичурина. — 1946. — № 2. — С. 9-11.
- Селекция груши в суровых по климату районах средней и северной зон СССР // Тр. / Центр. генет. лаб. им. И. В. Мичурина. — 1953. — Т. 5. — С. 135—156.
- О мичуринских методах управления развитием плодовых культур // Агробиология. — 1955. — № 4. — С. 7-16.

## Награды и премии
- Сталинская премия II степени (13 марта 1941) — за общеизвестные работы по отдаленной межродовой гибридизации и за выведение новых сортов плодо-ягодных растений[5]
- орден Ленина (12 июня 1954) — за выслугу лет и безупречный труд
- орден Трудового Красного Знамени (1949)[3]
- медали СССР, золотая медаль имени И. В. Мичурина (1953)[3]